# VfB Hohenleipisch
Der VfB Hohenleipisch 1912 ist ein Fußballverein aus der Gemeinde Hohenleipisch im Landkreis Elbe-Elster. Die Fußballabteilung qualifizierte sich vor 1933 einmal für die Endrunde um die mitteldeutsche Fußballmeisterschaft, spielte in der DDR für drei Jahre in der Fußball-Bezirksliga Cottbus und erreichte 2011 das Finale des Brandenburgischen Landespokal.

## Geschichte
Bis 1912 gab es in Hohenleipisch keinen Fußballverein, sondern nur zwei Turnvereine. Auf Anregung von Spielern des FC Preußen Biehla entschloss sich Moritz Göpel in dem Ort einen Fußballverein zu gründen. 18 Sportler der Turnvereine schlossen sich ihm an. Die Gründungsversammlung fand am 12. Mai 1912 im Gasthof Kieslinger statt. Anfang der 1920er gab es in Hohenleipisch mit dem VfB, Olympia Hohenleipisch und Wacker Hohenleipisch bereits drei Fußballvereine, doch nur der VfB hatte einen eigenen Sportplatz. Aus diesem Grund schlossen sich Ende 1922 die beiden anderen Vereine an den VfB Hohenleipisch an. Dem Verein gelang zur Spielzeit 1924/25 der Sprung in die Gauliga Elbe-Elster, eine von damals zahlreichen ersten Spielklassen des Verbandes Mitteldeutscher Ballspiel-Vereine (VMBV). Bereits 1925/26 errang Hohenleipisch nach einem 2:2 und 3:0 im Finale gegen Hartenfels Torgau die Gaumeisterschaft Elbe-Elsters. Dadurch qualifizierte sich der Verein erstmals für Endrunde um die mitteldeutsche Fußballmeisterschaft. Hier war Hohenleipisch jedoch chancenlos, durch eine 0:4-Niederlage gegen den Riesaer SV am 7. März 1926 schied der Verein bereits in der 1. Runde aus. 1930/31 wurde die Gauliga Elbe/Elster in die Gauliga Mulde integriert. Der VfB Hohenleipisch verblieb bis zur Auflösung des VMBV in dieser ersten Liga, konnte sich jedoch nicht ein weiteres Mal für die mitteldeutsche Fußballendrunde qualifizieren. Im Zuge der Gleichschaltung wurden die Fußballverbände wenige Monate nach der Machtübernahme der Nationalsozialisten im Jahre 1933 aufgelöst. Als erste Ligen wurden neue Gauligen geschaffen, Hohenleipisch konnte sich nicht für diese qualifizieren und wurde in die drittklassige Kreisklasse Elbe-Elster innerhalb des Sportgaus Mitte einsortiert. 1935/36 und 1936/37 gewann der Verein die Kreisliga, konnte sich in der Aufstiegsrunde zur zweitklassigen Bezirksklasse Halle-Merseburg jedoch nicht durchsetzen.
Nach Beendigung des Zweiten Weltkriegs wurden alle Sportvereine in den Besatzungszonen aufgelöst. An Stelle des VfB Hohenleipisch wurde die SG Hohenleipisch gegründet, die sich später zuerst in BSG Traktor Hohenleipisch und dann in BSG Lok Hohenleipisch umbenannte. Zur Spielzeit 1961/62 gelang dem Verein der Aufstieg in die damals viertklassige Fußball-Bezirksliga Cottbus. Einem sechsten Platz in der Debütsaison folgte in der folgenden Spielzeit mit Platz fünf noch eine Steigerung. 1963/64 war die Bezirksliga wieder drittklassig. Da die Liga zur darauf folgenden Saison verkleinert wurde, mussten mehrere Vereine absteigen. Lok Hohenleipisch verpasste um zwei Punkte den Klassenerhalt und musste, trotz Erreichen des neunten Tabellenplatzes, in die Bezirksklasse absteigen. In den folgenden Jahren spielte der Verein in der Bezirksklasse, ein Aufstieg in die Bezirksliga gelang nicht mehr.
1990 erfolgte die Wiedergründung des VfB Hohenleipisch. 1996 schaffte der Verein den Sprung in die Landesklasse Süd Brandenburg. Zehn Jahre später wurde erstmals die Landesliga Süd Brandenburg erreicht. Nach Siegen über Blau-Gelb Hosena (6:0), SV Teupitz (5:0), FC Strausberg (3:2), SV Altlüdersdorf (2:1), SV Falkensee-Finkenkrug (1:0) und FC Schwedt 02 (1:0) erreichte der damalige Siebtligist das Finale des Brandenburgischen Landespokal 2011. Es war das erste Mal, dass ein Landesligist in das Finale des Brandenburgischen Landespokals vordringen konnte. Das am 22. Mai 2011 ausgetragene Finale ging mit 0:3 gegen den SV Babelsberg 03 verloren, Hohenleipisch verpasste somit die Qualifikation für den DFB-Pokal. Zur Spielzeit 2013/14 stieg der Verein in die Brandenburg-Liga auf und konnte sich in dieser drei Spielzeiten halten. Aktuell spielt der Verein wieder in der Landesliga Süd Brandenburg.

## Erfolge
- Teilnahme an der Endrunde um die mitteldeutsche Fußballmeisterschaft: 1926
- Spielzeiten in der Fußball-Bezirksliga Cottbus: 1961/62, 1962/63, 1963/64
- Finale Brandenburgischer Landespokal: 2011
- Spielzeiten in der Brandenburg-Liga: 2013/14, 2014/15, 2015/16

## Bekannte Spieler
- Wolfgang Schremmer (Jugend)